# USS Enterprise (NCC-1701-E)
 (novembre 2024).
Si vous disposez d'ouvrages ou d'articles de référence ou si vous connaissez des sites web de qualité traitant du thème abordé ici, merci de compléter l'article en donnant les références utiles à sa vérifiabilité et en les liant à la section « Notes et références ».
Cet article concerne le vaisseau USS Enterprise NCC-1701-E de l'univers de Star Trek. Pour les vaisseaux homonymes de Star Trek, voir Enterprise (Star Trek). Pour les autres significations, voir Enterprise.
L'USS Enterprise NCC-1701-E est un vaisseau spatial appartenant à l'univers de fiction de Star Trek et affilié à la Fédération des planètes unies.
L'Enterprise E est le septième vaisseau à porter ce nom. Ce vaisseau est de classe Sovereign et est commandé par le capitaine Jean-Luc Picard. Lors de son lancement, il était considéré comme le navire le plus avancé de Starfleet. En 2373, le vaisseau fut partiellement assimilé par les Borgs (Star Trek : Premier Contact). 

## Caractéristiques techniques
L'Enterprise-E est armé de 16 ports de phaseurs, de lance-torpilles à photons et d'un lance-torpilles quantiques.

## Histoire

### Origines
À la suite de la perte de l'Enterprise-D, abattu en orbite de Veridian III, fut construit l'Enterprise-E, de classe Sovereign. C'était le tout premier vaisseau de Starfleet, et ce depuis longtemps, à ne pas emmener de civils. Il est le symbole d'une évolution par laquelle la Fédération fut contrainte de passer: en effet, face à la puissance terrifiante du Collectif Borg et du Dominion, deux superpuissances prêtes à anéantir sans la moindre hésitation tout ce qui se trouve face à elles, Starfleet dut reconnaître que ses vaisseaux habituels — orientés pour l'exploration et la recherche scientifique plutôt que pour la guerre, et n'ayant par conséquent un armement pas particulièrement développé — étaient totalement incapables d'affronter de telles menaces et dut se résoudre à concevoir des vaisseaux entièrement dédiés au combat.

### Retour vers le passé
En 2373, l'Enterprise reçut un appel de Starfleet : les Borgs, un peuple belliqueux qui assimile les peuples au sein de son collectif, ont pénétré dans le territoire de la Fédération et détruit la colonie d'Ivor Prime. Bien que l'Enterprise-E soit le plus avancé des vaisseaux disponibles, l'Amirauté décida que lorsqu'un homme (en l'occurrence le capitaine du vaisseau, Jean-Luc Picard) avait déjà été assimilé par les Borgs, celui-ci ne devait jamais retourner les affronter. L'Enterprise-E reçut alors l'ordre de patrouiller le long de la frontière avec les Romuliens. Mais étant donné que les Romuliens se tenaient tranquilles depuis 19 mois, et que la bataille venait de s'engager dans le système solaire (Secteur 001), le capitaine décida d'enfreindre les ordres de ses supérieurs, et fit route vers la Terre pour défendre celle-ci des Borgs.
Lorsque le vaisseau arriva aux abords de la planète bleue, la situation était désastreuse: la flotte était dans un sale état et avait perdu son vaisseau amiral, tandis que les Borgs, avec peu de dommages, continuaient leur route vers la Terre, s'approchant de la mise en orbite. L'Enterprise prit alors le commandement de la flotte, et réussit à faire détruire le vaisseau cube borg. Une sphère borg s'en échappa et se dirigea vers la Terre du passé pour l'assimiler plus facilement, et l'Enterprise-E la suivit au XXIe siècle, permettant le Premier Contact entre Humain et Vulcain, évènement crucial pour la création de la Fédération. L'Enterprise-E revint au XXIVe siècle après avoir vaincu les Borgs dans le passé, mais le prix fut lourd : le vaisseau avait été en partie assimilé et une partie non négligeable de l'équipage fut tué. S'ensuivit alors une période de réparations du vaisseau.

### Vaisseau insurgé
Peu après, l'Enterprise reçu l'ordre de Starfleet d'aider à l'évaluation, puis à la déportation du peuple Ba'ku, un peuple disposant du secret de la jeunesse éternelle, au profit de leurs rivaux Son'a. Voyant un tel complot comme un crime contre les lois et l'esprit de la Fédération, l'équipage de l'Enterprise-E se mutine et découvre la vérité: les Son'a et Ba'ku ne formaient qu'un seul et même peuple, mais les Son'a avaient l'intention d'exterminer leurs frères et de se servir du secret de la jeunesse éternelle pour conquérir la galaxie, complot qui fut mis en échec.

### Face auCimeterre
La dernière épreuve majeure de l'Enterprise-E arriva en 2379, après avoir découvert Proto, le "petit frère" de Data. À la suite d'un coup d'État, L'Empire Romulien eut un nouveau Préteur, un Rémien du nom de Shinzon, qui était en réalité un clone incomplet de Picard. Shinzon dévoila son nouveau vaisseau amiral, le Cimeterre, un vaisseau avec assez de puissance de feu pour raser une planète à lui tout seul, et disposant en plus d'une technologie de camouflage totalement imparable, a bord duquel il engagea des négociations de paix avec la Fédération. L'équipage de l'Enterprise-E découvrit que les négociations étaient un leurre et que Shizon avait en réalité deux cibles: Picard, dont il comptait extraire tout l'ADN afin de devenir un clone pleinement accompli, et la Fédération, qu'il comptait détruire grâce à une nouvelle super-arme. Alors que l'Enterprise cherchait à rejoindre une flotte pour équilibrer les chances face au Cimeterre, celui-ci le prit en embuscade, et le vaisseau de Starfleet ne fit pas le poids face au vaisseau amiral rémien, ne devant la survie que grâce à l'intervention d'une flotte romulienne insurgée contre Shinzon. Finalement, Picard écrasa l'Enterprise-E sur le Cimeterre, puis élimina son clone, Data se sacrifia pour détruire le Cimeterre, laissant son poste à Proto. Le bâtiment fuit réparé dans les chantiers Orbitaux de la Terre. 

## Création
L'Enterprise E fut imaginé et dessiné par le chef décorateur Herman Zimmerman et l'illustrateur John Eaves. Rick Sternbach réalisa les plans de construction de la maquette qui fut construite par Industrial Light and Magic.